# Hodde Sogn

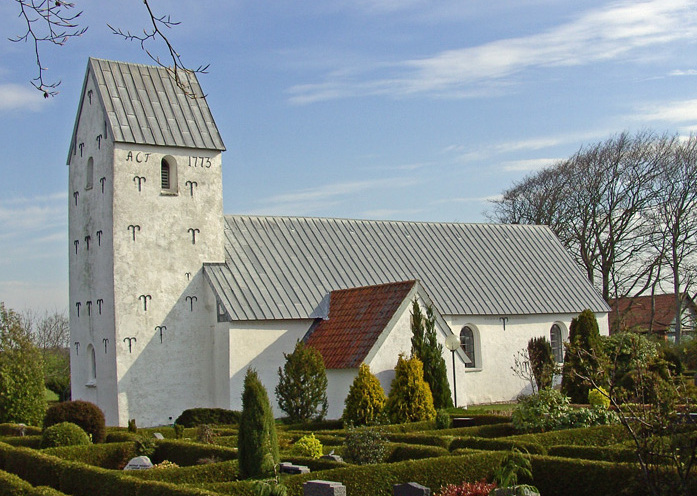
Hodde Kirke

Hodde Sogn ist eine Kirchspielsgemeinde (dän.: Sogn) im südlichen Dänemark. Bis 1970 gehörte sie zur Harde Øster Horne Herred im damaligen Ribe Amt, danach zur Ølgod Kommune im erweiterten Ribe Amt, die im Zuge der  Kommunalreform zum 1. Januar 2007 in der „neuen“  Varde Kommune in der Region Syddanmark aufgegangen ist.
Im Kirchspiel leben 312 Einwohner (Stand:1. Januar 2023). Im Kirchspiel liegt die Kirche „Hodde Kirke“.
Nachbargemeinden sind im Nordwesten Tistrup Sogn, im Nordosten Skovlund Sogn, im Osten Ansager Sogn, im Süden Øse Sogn und im Westen Thorstrup Sogn.